# Gene Shinozaki
Gene Shinozaki (japanisch 篠崎 仁; * 28. Mai 1991 als Jin Shinozaki) ist ein japanisch-amerikanischer Beatboxer, Webvideoproduzent, Singer-Songwriter, Straßenperformer, Multiinstrumentalist und Musikproduzent. Aktuell ist er ein Mitglied der Beatbox-Crew Beatbox House.

## Karriere
Shinozaki kam ursprünglich aus Kalifornien, zog aber nach Boston, um das Berklee College of Music zu besuchen, bevor er dort desinteressiert mit seiner Karriere aufhörte. Nachdem er das Interview mit Reeps One gesehen hatte, entschied er sich während der Tour mit seiner Band „DC Wonder“, eine Beatbox-Karriere zu verfolgen. Nach über zwei Jahren Straßenmusik wurde Shinozaki schließlich in der Fernsehshow So You Think You Can Dance in dem Beatbox/Dance Duo „Movement Box“ vorgestellt. Shinozaki nimmt seit 2013 an Beatbox-Battle-Wettbewerben teil. Er gewann 2015 das Grand Beatbox Battle in der Schweiz. Dann wurde er Toningenieur für Beatbox Television und trat der Beatbox-Crew Beatbox House bei. Shinozaki veröffentlichte 2017 sein Debütalbum „Sound and Human“. Shinozaki zählt laut Northeastern zu den acht besten Beatboxern der Welt.

## Musikalischer Stil
Shinozakis Markenzeichen ist in der Beatboxszene sehr bekannt. Er imitiert eine ganze Rockband durch Vocal Percussion, Gesang und seinen Lippen-Oszillationstechniken.
Die Musik von Bobby McFerrins weist direkte und grundlegende Einflüsse Shinozakis auf. Außerdem ist er als Singer-Songwriter und elektronischer Musikproduzent aktiv.

## Diskografie
Alben
- Sound and Human (2017)
- Transcend (2019)

Singles
- Jigsaw (2015)
- Home (2015)
- Alone in the dark (2016)
- See you there (2017)
- Never give up (2019)
- Pussy Cat (2020)
- Believe (2020)
- Metamorphosis (2021)